# نظام نجمي
النظام النجمي هو مجموعة صغيرة من النجوم تدور حول بعضها وترتبط بقوى جذب. يقدر العلماء أن أكثر من ثلث نجوم مجرتنا مرتبطة بأنظمة نجمية. تنقسم الأنظمة النجمية إلى نوعين: النجوم الثنائية والنجوم المتعددة. النجم الثنائي يتكون من نجمين فقط، أما نظام النجم المتعدد فربما يصل عدد النجوم فيه إلى 6 أو7. الأعداد الكبيرة من النجوم والتي ترتبط بقوى جذب تسمى عنقودًا نجميًا. النظام النجمي قد يستخدم أيضاً للإشارة إلى نظام من نجم واحد وكواكب تدور حوله.

## النجوم الثنائية

صورة متحركة تبين كيفية تحرك النجمين الثنائيين.

إنها عبارة عن نظام نجمي مكون من نجمين فقط يدوران حول بعضهما وتسمى بالنجوم الثنائية. تدور النجوم الثنائية حول ما يعرف بـ«مركز الثقل». ومن المحتمل أحيانا أن يكون أحد النجمين قزم أبيض أو ثقب أسود. من الممكن أن يعمل القزم الأبيض على جذب المادة من النجم المجاور له، ثم في النهاية ينهار بسبب الضغط الهائل في نواته ويتحول إلى مستعر وينفجر انفجارا هائلا.
من النجوم النثائية: الشعرى اليمانية وجبهة الأسد والمئزر.

## النجوم المتعددة

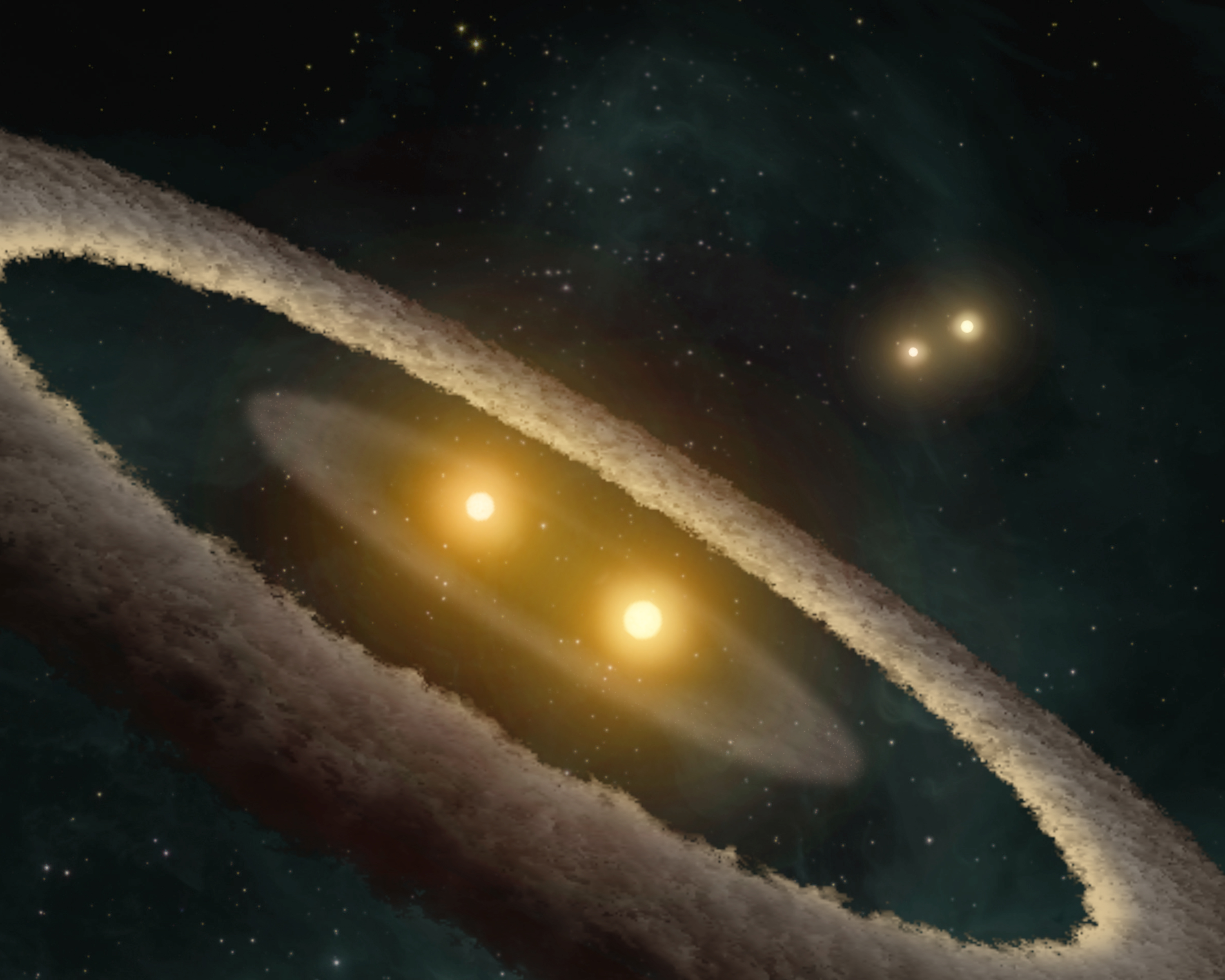
رسم لأحد النجوم المتعددة.

تتكون النجوم المتعددة مما يزيد عن النجمين ومن الممكن أن يصل عددها إلى 6 أو7. ومن الممكن أن تسمى أيضا ثلاثية إن كانت من ثلاثة نجوم أو رباعية إن كانت من أربعة نجوم إلخ.. النجوم المتعددة أصغر من التجمعات النجمية التي تتكون من أعداد هائلة من النجوم تتراوح عادة ما بين 100 و1000.
ومن النجوم المتعددة: نجم الجدي (نجم القطب حاليا) والنسر الطائر.